# Cantó de Saint-Amand-en-Puisaye
El cantó de Saint-Amand-en-Puisaye és un cantó francès del departament del Nièvre, situat al districte de Cosne-Cours-sur-Loire. Té sis municipis i el cap és Saint-Amand-en-Puisaye.

## Municipis
- Arquian
- Bitry
- Bouhy
- Dampierre-sous-Bouhy
- Saint-Amand-en-Puisaye
- Saint-Vérain

## Història
| Data d'elecció                           | Identitat           | Partit           | Qualitat |
| ---------------------------------------- | ------------------- | ---------------- | -------- |
| 1945-1964                                | Arsène-Célestin Fié | SFIO             |          |
| 1964-1982                                | Marguerite Fié      | PS               |          |
| 1982-2001                                | Gérard Laurent      | Divers droite    |          |
| 2001-                                    | Pascale de Mauraige | RPR, després UMP |          |
| les dades anteriors no són pas conegudes |                     |                  |          |
|                                          |                     |                  |          |

## Demografia
| A partir de 1990: Població sense dobles comptes |